# Pride of Telemark
Die Pride of Telemark war eine Fähre, die zuletzt für Kystlink fuhr. 

## Geschichte
Das Schiff wurde als Stena Jutlandica für Stena Line gebaut. Der Stapellauf des Schiffes erfolgte am 22. Dezember 1980. Am 31. März 1983 wurde das Schiff an Stena Line abgeliefert und bis Juni 1996 zwischen Göteborg und Frederikshavn eingesetzt.
Von Ende Juni bis Anfang August 1996 wurde das Schiff auf der Lloyd-Werft in Bremerhaven umgebaut und anschließend als Stena Empereur zwischen Dover und Calais eingesetzt. Ab März 1998 fuhr das Schiff für P&O Stena Line und wurde im November des Jahres in P&O SL Provence, Mitte Oktober 2002 dann in PO Provence und im Februar 2003 dann in Pride of Provence umbenannt.
Ende Oktober 2004 wurde das Schiff nach Griechenland an GA Ferries verkauft und Anfang 2005 in Piräus umgebaut. Als Pride of Telemark kam es ab Mitte 2005 für Kystlink zwischen Langesund und Hirtshals bzw. Langesund und Strömstad zum Einsatz.
2010 sollte das Schiff an die dänische Reederei Thyferries verkauft werden, die es bis 2014 auf der Route Hanstholm – Kristiansand einsetzen wollte. Der Verkauf scheiterte. Das Schiff wurde in verschiedenen norwegischen Häfen aufgelegt und im August 2011 schließlich an eine indische Abwrackwerft verkauft. Im September des Jahres wurde es nach Alang zum Abbruch überführt. Dort wurde das Schiff am 27. Oktober 2011 auf den Strand gesetzt.

### Zwischenfälle
Am 18. April 2003 kollidierte das Schiff in Dover mit einer Mole.
Am 11. September 2007 gab es auf dem Schiff einen Stromausfall und das manövrierunfähige Schiff kollidierte in Hirtshals mit einer Mole. Dabei wurde das Unterwasserschiff beschädigt. Ab Ende November wurde es in Frederikshavn für etwa 10 Millionen Euro repariert. Als Ersatzschiff wurde die Fantaasia von Tallink gechartert und ab Dezember 2007 eingesetzt. 

## Schwesterschiff
Das Schwesterschiff der Pride of Telemark ist die Stena Danica.